# Bible de Wenceslas

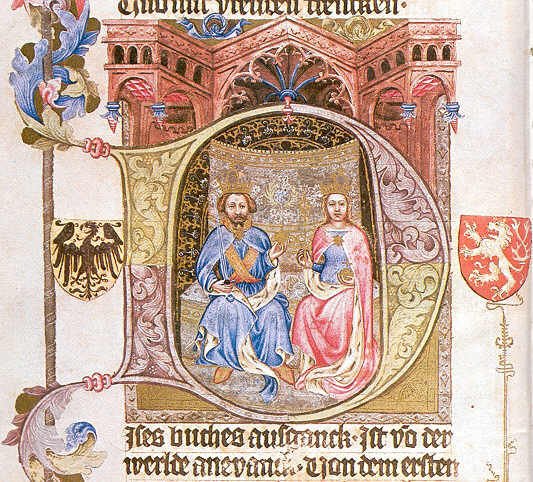
Lettrine historiée figurant le roi Wenceslas IV et la reine Sophie.

La Bible de Wenceslas est un manuscrit enluminé composé entre 1390 et 1400 à Prague et conservé à la Bibliothèque nationale autrichienne à Vienne sous la cote Codex Vindobonensis 2759-2764. Cette Bible illustrée écrite en allemand a été commandée pour le roi Wenceslas IV de Bohême.

## Description

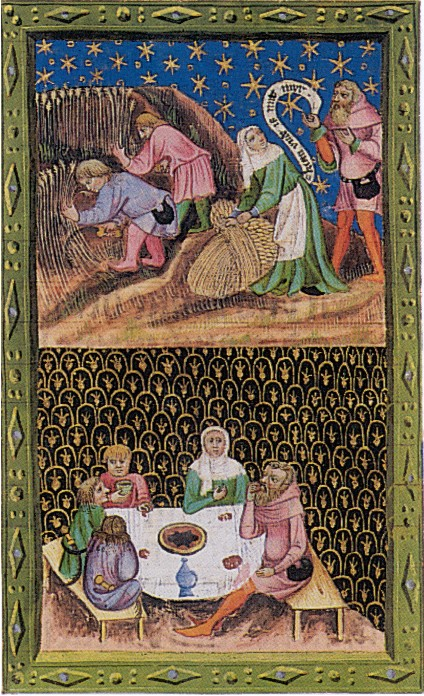
Miniatures de la Bible de Wenceslas.

La Bible de Wenceslas se présente sous la forme de 1176 folios de parchemin, mesurant 53 cm sur 36,5 cm, reliés en six volumes par une reliure datant de 1790. Chaque page est rédigée en écriture gothique (de style texture) sur deux colonnes de trente-six lignes avec une lettrine pour chaque colonne. Cette Bible est illustrée de 654 miniatures dorées en partie représentant des scènes bibliques avec des personnages vêtus à la mode de la fin du XIVe siècle. Elle n'est pas complète, car y manquent les livres des douze petits prophètes, les deux livres de Macchabée et tout le Nouveau Testament.
Les experts estiment que trois copistes anonymes au moins ont rédigé ce manuscrit traduit en allemand de la Vulgate et que sept ou huit illustrateurs ont collaboré aux miniatures, lettrines, etc. Les historiens dénomment leur atelier, l'atelier de Wenceslas, et identifient au moins sept maîtres dont le Maître de Balaam, le Maître de Ruth et un maître du nom de Frana, auteur d'une grande partie des illustrations.

## Histoire
Le manuscrit a été relié pour la première fois en 1447. Le cinquième volume comporte la devise de la Couronne d'Autriche A.E.I.O.U.. La Bible de Wenceslas est apportée à la Cour d'Innsbruck en 1500 et est en possession de l'archiduc Ferdinand en 1580 qui la place à la bibliothèque du château d'Ambras.
Lorsque la branche des Habsbourgs du Tyrol s'éteint en 1665, la bibliothèque d'Ambras est transférée à la Hofburg de Vienne. Les six volumes sont nouvellement reliés en 1790. La Bible de Wenceslas est mise en sûreté en Hongrie quelque temps en 1803, pour échapper aux troupes napoléoniennes. Elle est aujourd'hui à la Bibliothèque nationale autrichienne de Vienne.
Un fac-similé de la Bible de Wenceslas a été publié à Graz.

## Illustrations

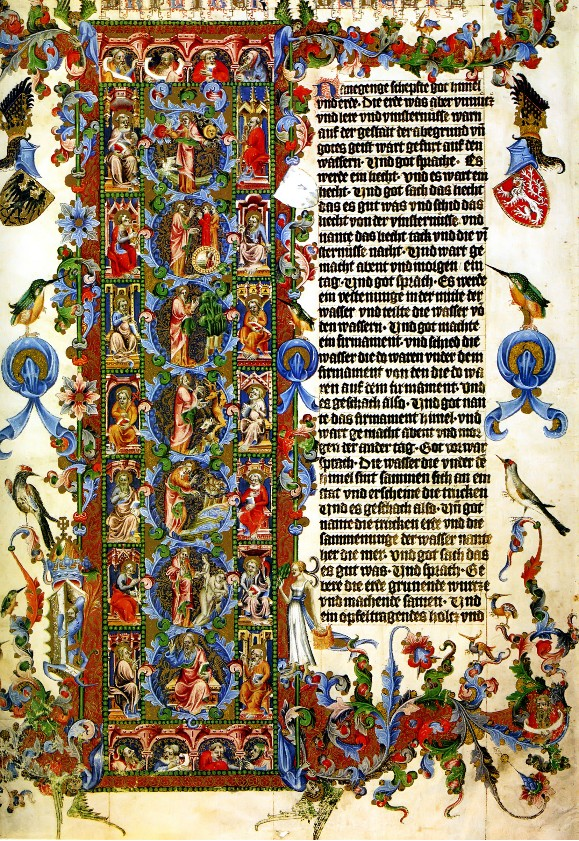
Première page de la Bible de Wenceslas
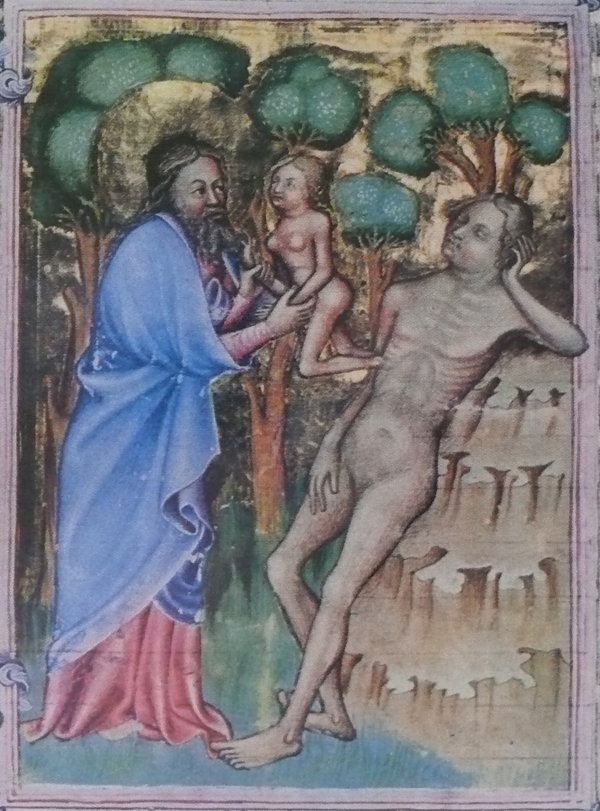
Création d'Ève
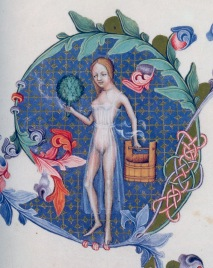
Jeune fille au bain, par le Maître de Balaam
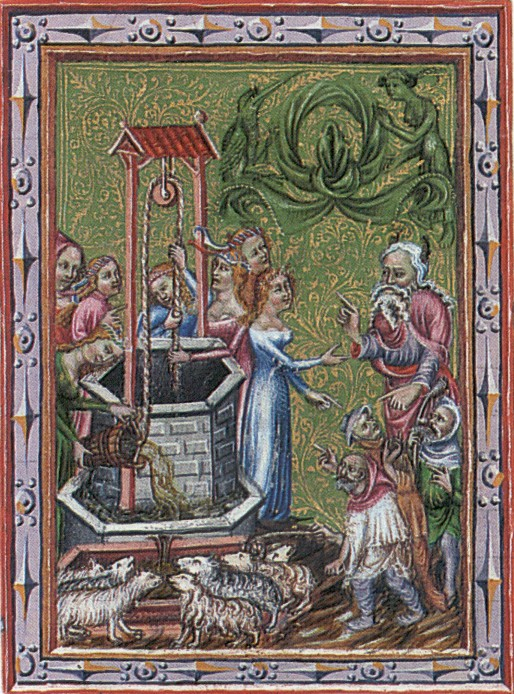
Abraham entouré de ses serviteurs rencontre Rébecca au puits
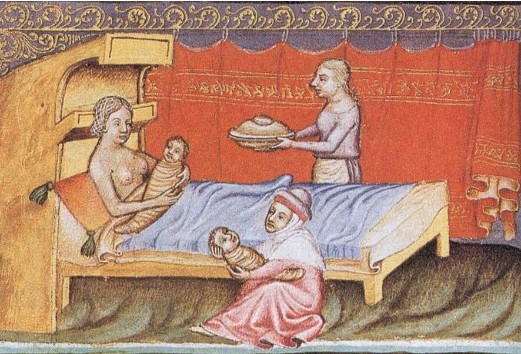
Miniature d'une accouchée

## Source
- (de) Cet article est partiellement ou en totalité issu de l’article de Wikipédia en allemand intitulé « Wenzelsbibel » (voir la liste des auteurs).